# 意大利國家電力公司
意大利国家电力公司（義大利語：Enel S.p.A.，原稱Ente nazionale per l'energia elettrica）是總部位於意大利羅馬的一家能源公司，主營發電、送電及天然氣配送，於財富世界500強排名第83。
該公司在1962年建立時原是公共機構，1992年改組成公司，1999年隨著意大利電力市場的開放而私有化，但意大利經濟財政部仍是該公司的主要股東。

## 外部連接
- 官方网站